# Palagama
Palagama är en administrativ by i Sri Lanka.   Den ligger i provinsen Västprovinsen, i den sydvästra delen av landet, 22 km sydost om huvudstaden Colombo.